# Danh sách loại đá
Đây là danh sách các loại đá theo cách miêu tả của các nhà thạch học.

## Đá magma

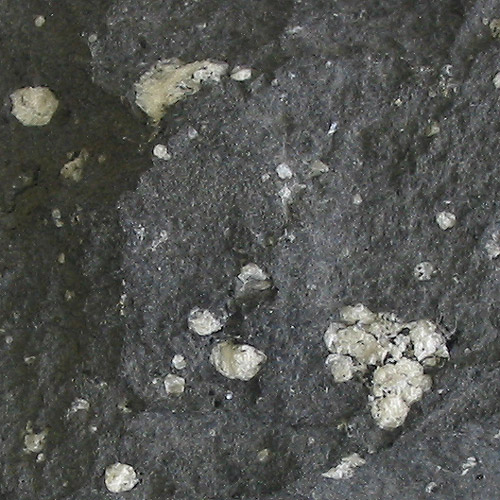
Mẫu andesit (nềm tối) với các hốc được lắp đầu bởi zeolit. Đường kính khoảng 8 cm.

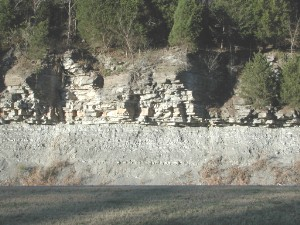
Đá phiến sét Limey phủ lên đá vôi. cao nguyên Cumberland, Tennessee

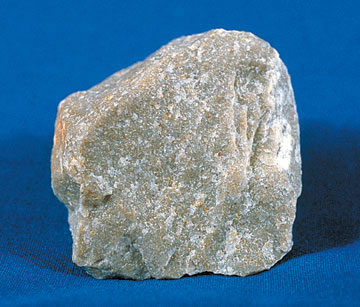
Quartzit

Andesit - Đá núi lửa trung tính
Anorthosit - đá siêu mafic thành phần chủ yếu là plagiocla
Aplit - đá magma xâm nhập hạt rất mịn 
Basalt - đá núi lửa thành phần mafic
Adakit - nhóm đá basalt chứa một lượng tương đối nhỏ các nguyên tố vết ytri và ytterbi
Hawaiit - nhóm đá basalt hình thành quần đảo đại dương (điểm nóng)
Icelandit
Picrit
Basanit - đá núi lửa thành phần mafic; thực chất là bazan chưa bão hòa silica
Boninit - bazan nhiều đặc trưng bởi pyroxen
Carbonatit - đá magma hiếm gặp chứa hơn 50% các khoáng vật carbonat
Charnockit - Loại ít gặp của granit chứa pyroxen
Enderbit - một dạng của charnockit
Dacit - đá núi lửa thành phần felsic đến trung tính chứa nhiều sắt
Diabaz hay dolerit - đá magma xâm nhập mafic hình thành trong các dyke hoặc Sill
Diorit - đá magma xâm nhập trung tính hạt thô có thành phần chủ yếu là plagiocla, pyroxen hoặc/và amphibol
Dunit - an ultramafic cumulate rock composed of olivine and accessories
Essexit - đá magma mafic chưa bão hòa silica (thực chất là gabro chứa foid)
Foidolit - đá magma chứa hơn >90% khoáng vật feldspathoid
Gabbro - đá magma xâm nhập hạt thô chứa pyroxen và plagiocla, thành phần cơ bản tương tự basalt
Granit - đá magma xâm nhập hạt thô chứa orthocla, plagiocla và thạch anh
Granodiorit - đá magma xâm nhập giống granit nhưng thành phần plagiocla > orthocla, hay là một dạng trung gian giữa diorit và granit
Granophyr - đá xâm nhập nông có thành phần giống granit
Harzburgit - một dạng của peridotit; an ultramafic cumulate rock
Hornblendit - a mafic or ultramafic cumulate rock dominated by >90% hornblende
Hyaloclastit - đán núi lửa thành phần chủ yếu là thủy tinh và tuff thủy tinh
Icelandit - đá núi lửa
Ignimbrit - đá núi lửa mảnh vụn
Ijolit - đá xâm nhập bão hòa silica rất hiếm gặp
Kimberlite - đá núi lửa siêu mafic hiếm gặp và là nguồn cung cấp kim cương
Komatiit - đá núi lửa siêu mafic cổ
Lamproit - đá núi lửa giàu natri
Lamprophyr - đá xâm nhập siêu mafic giàu natri chủ yếu là phenocryst trên nền feldspar
Latit - dạng của andesit không bão hòa silica
Lherzolit - đá siêu mafic, thực chất là peridotit
Monzogranit - granit chưa bão hòa silica với <5% thạch anh chuẩn
Monzonit - đá xâm nhập sâu với <5% thạch anh chuẩn
Nephelin syenit - đá xâm nhập sâu chưa bão hòa silica với nephelin thay thế orthocla
Nephelinit - đá xâm nhập sâu chưa bão hòa với >90% nephelin
Norit - gabro chứa hypersthen
Obsidian - một loại thủy tinh núi lửa
Pegmatit - đá xâm nhập (hoặc đá biến chất) có các tinh thể lớn
Peridotit - đá siêu mafic xâm nhập sâu hoặc cumulate rock thành phần chiếm >90% olivin
Phonolit - đá núi lửa chưa bão hòa silica; tương tự nephelin syenit
Picrit - bazan chứa olivin
Porphyry - thường là loại đá kiểu granit với kiến trúc porphyr
Pseudotachylit - thủy tinh hình thành từ sự tan chảy trong đứt gãy bởi sự ma sát
Đá bọt (Pumice) - đá núi lửa hạt mịnh có nhiều lỗ hổng
Pyroxenit - đá xâm nhập sâu hạt thô chiếm >90% pyroxen
Diorit thạch anh - diorit hơn >5% thạch anh
Monzonit thạch anh - đá xâm nhập sâu trung tính, một dạng monzonit với 5-10% thạch anh
Rhyodacit - đá núi lửa thành phần felsic, một dạng trung gian giữa rhyolit và dacit
Rhyolite - đá núi lửa thành phần felsic
Comendit - rhyolit peralkaline
Pantellerit - rhyolit-rhyodacit kiềm với các ban tinh amphibol
Scoria - đá núi lửa mafic nhiều lỗ hổng
Sovit - đá carbonatit hạt thô
Syenit - đá núi lửa sâu thành phần chính là fenspat orthocla; một dạng của granitoid
Tachylyt - giống thủy tinh bazan
Tephrit - đá núi lửa chưa bão hòa silica
Tonalit - granitoid nhiều plagiocla
Trachyandesit - đá núi lửa kiềm trung gian 
Benmoreit - trachyandesit natri
Basaltic trachyandesit
Mugearit - trachyandesit bazan natri
Shoshonit - trachyandesit bazan kali
Trachyt - đá núi lửa chưa bão hòa silica; thực chất là rhyolit chứa feldspathoid
Troctolit - đá magma xâm nhập sâu siêu mafic chứa olivin, pyroxen và plagioclas
Trondhjemit - một dạng của tonalit với fenspat là oligocla
Tuff - đá núi lửa hạt mịn được tạo thành từ tro núi lửa
Websterit - một dạng của pyroxenit, có thành phần clinoproxen và orthopyroxen
Wehrlit - đá xâm nhập sâu siêu mafic, một dạng của peridotit, có thành phần gồm olivin và clinopyroxen

## Đá trầm tích

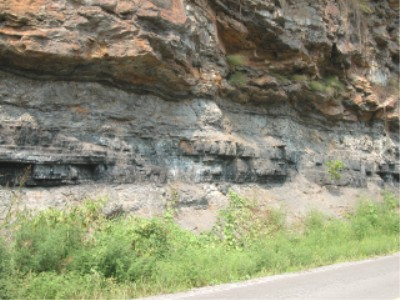
Tầng than bitum ở Tây Virginia

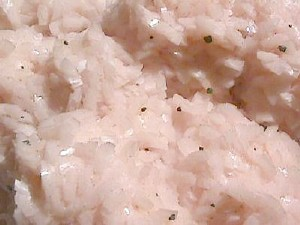
Tinh thể dolomit ở Touissite, Morocco

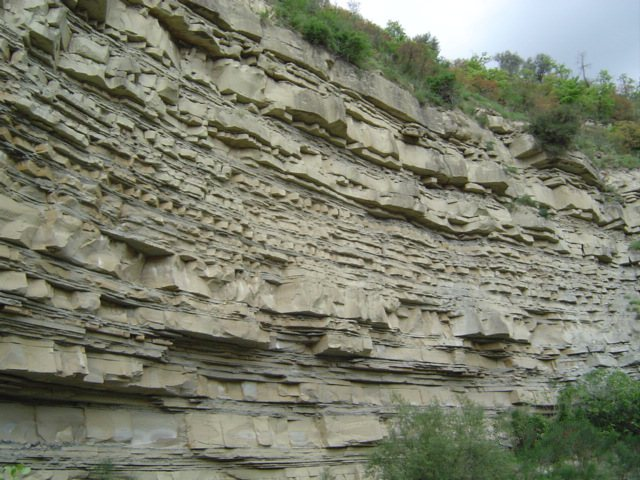
Turbidit (Gorgoglione Flysch), thế Miocen, Nam Ý

Anthracit - một dạng của than đá
Argillit - đá trầm tích có thành phần chủ yếu là hạt cỡ sét
Arkose - đá trầm tích giống sa thạch
Thành hệ sắt phân dải - đá trầm tích hóa học hạt mịn thành phần chủ yếu là khoáng vật oxide sắt
Breccia - đá trầm tích hoặc kiến tạo có thành phần là mảnh vụn của các đá khác
Cataclasit - đá thành tạo bởi hoạt động đứt gãy
Đá phấn - đá trầm tích có thành phần chủ yếu là hóa thạch coccolith
Chert - đá trầm tích hóa học hạt mịn thành phần là silica
Sét kết - đá trầm tích được hình thành từ sét
Than đá - đá trầm tích được hình thành từ vật chất hữu cơ
Cuội kết - đá trầm tích là các mảnh vỡ lớn tròn cạnh của các đá khác
Diamictit - Cuội kết chọn lọc kém
Coquina - đá carbonat được hình thành từ sự tích tụ của mảnh vụn và hóa thạch của vỏ sò
Diatomit - đá trầm tích được hình thành từ các hóa thạch diatom
Dolomit hay dolostone - đá carbonat có thành phần chủ yếu là khoáng vật dolomit +/- canxit
Evaporit - đá trầm tích hóa học hình thành từ sự lắng đọng các khoáng vật sau khi bốc hơi
Flint - một dạng của chert
Greywacke - một dạng trung gian giữa cát và cát kết (chưa thành cát kết) với thành phần gồm thạch anh, fenspat và mảnh vụn đá trong hỗn hợp sét
Gritstone - thực chất là các kết hạt thô hình thành từ sạn hạt nhỏ
Itacolumit - cát kết mày vàng có lỗ rỗng
Jaspillit - đá trầm tích hóa học giàu sắt tương tự như chert hoặc thành hệ sắt tạo dải
Lignit - Than nâu, đá trầm tích thành phần gồm các vật liệu hữu cơ;
Đá vôi (Limestone) -đá trầm tích thành phần chủ yếu là khoáng vật cacbonat
Marl - đá vôi có chứa một tỷ lệ khoáng vật silicat nhất định
Đá bùn - đá trầm tích thành phần gồm sét và bùn
Đá phiến dầu - đá trầm tích thành phần chủ yếu là vật liệu hữu cơ
Oolit - đá trầm tích hóa học (một loại đá vôi)
Cát kết - đá trầm tích mảnh vụn theo kích thước hạt
Đá phiến sét -đá trầm tích mảnh vụn theo kích thước hạt
Bột kết - đá trầm tích mảnh vụn theo kích thước hạt
Turbidit - đá trầm tích phân lớp được hình thành trong môi trường biển sâu
Wackestone - đá trầm tích khung carbonat

## Đá biến chất

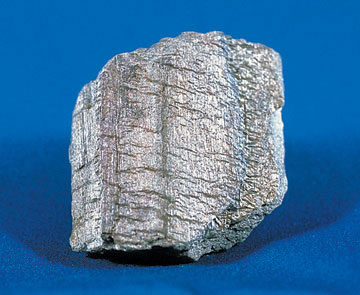
Phyllit

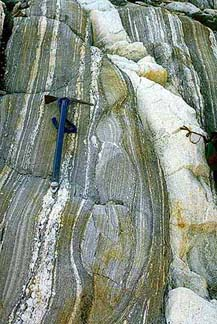
Gơnai phân dải với Dike của granit orthogneiss

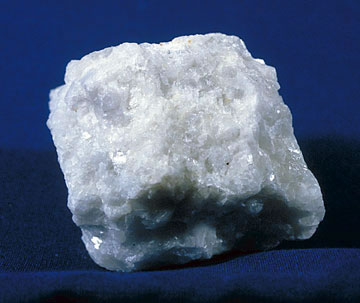
Đá hoa

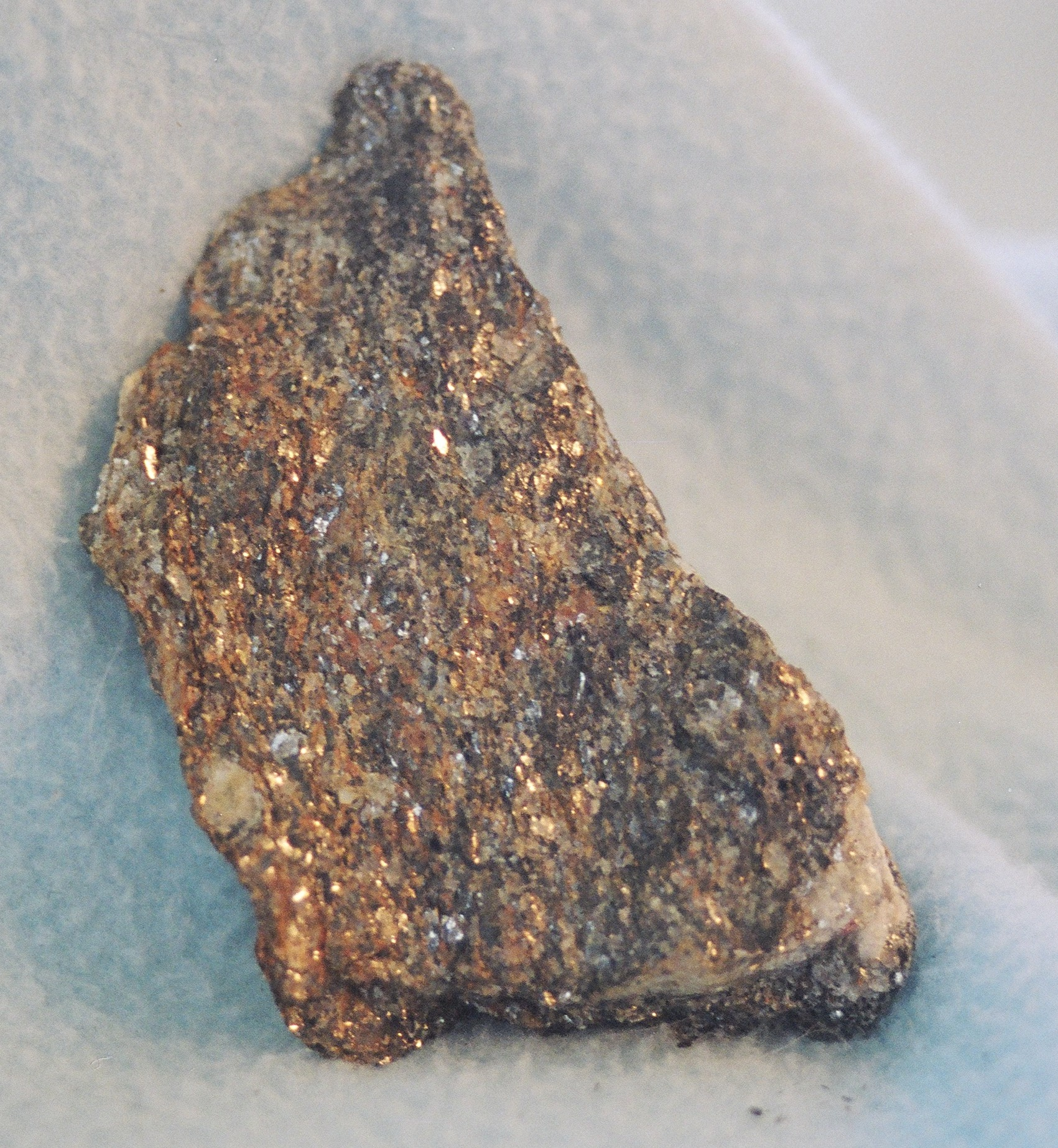
Manhattan Schist, from Southeastern New York

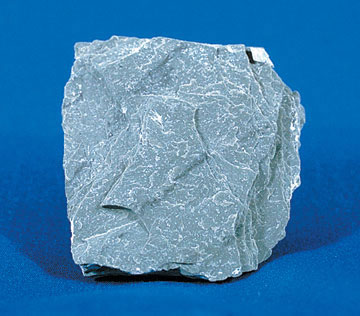
Slate

Amphibolit - đá biến chất thành phần chủ yếu là amphibol
Epidiorit
Đá phiến lam - đá biến chất thành phần chủ yếu là amphibol natri màu xanh dương
Eclogit - basalt hoặc gabro bị biến chất siêu cao; cũng là tướng đá biến chất
Gneis - đá biến chất hạt thô 
Gossan - sản phẩm phong hóa của đá sulfide hay thân quặng
Granulit - đá biến chất cấp cao từ basalt; cũng là tướng đá biến chất
Đá phiến lục - thuật ngữ để chỉ các đá biến chất mafic chủ yếu là amphibol lục
Greenstone
Đá sừng - đá biến chất hình thành do nhiệt của đá mác ma
Đá hoa - đá vôi bị biến chất
Migmatit - đá biến chất cao ven khối mác ma
Mylonit - đá biến chất động lực hình thành do lực cắt
Pelit - đá biến chất có nguồn gốc từ đá trầm tích giàu sét (như bột kết)
Phyllit - đá biến chất cấp thấp thành phần chủ yếu là khoáng vật mica
Psammit - đá biến chất có nguồn gốc từ đá trầm tích giàu thạch anh (như cát kết)
Quartzit - các kết thạch anh bị biến chất với hàm lượng thạch anh >95%
Đá phiến - đá biến chất cấp thấp đến trung bình
Serpentinit - đá siêu mafic bị biến chất thành phần chủ yếu là các khoáng vật serpentin
Skarn - đá biến chất tiếp xúc
Đá bảng - đ1 biến chất cấp thấp từ đá phiến sét hoặc bột kết
Suevit - đá được hình thành từ việc nóng chảy một phần khi chịu ảnh hưởng của thiên thạch
Talc carbonat - đá siêu mafic thành phần chủ yếu là khoáng vật tan bị biến chất; tương tự như serpentinit
Soapstone - thực chất là schist tan

## Các dạng đá đặc biệt
Các tên gọi sau được sử dụng để miêu tả các loại đá không theo quan điểm thạch học, nhưng chúng được xác định theo các tiêu chí khác nhau; hầu hết chúng là các đá khác nhau thuộc các nhóm đặc biệt, hoặc các dạng tồn tại khác của các đá được đề cập ở trên.
Adamellit - một biến thể của monzonit thạch anh
Appinit - nhóm biến thể của lamprophyr, hầu hết là hornblend
Aphanit - đá núi lửa felsic ẩn tinh được nhận dạng qua yếu tố quang học
Borolanit - một biến thể của nepheline syenit ở Loch Borralan, Scotland
Granit lam - thực chất là larvikit, một loại monzonit
Epidosit - một dạng biến chất tiếp xúc do thay thế thành phần của basalt
Felsit - đá núi lửa felsic ẩn tinh được nhận dạng qua yếu tố quang học
Flint - dạng đặc biệt của chert, jasper, hay tuff
Ganister - a Cornish term for a palaeosol formed on sandstone
Ijolit - đá xâm nhập sâu chưa bão hòa silica đi cùng với nepheline syenit
Jadeitit - loại đá rất hiếm được hình thành bởi sự tập trung khoáng vật jadeit pyroxen; một dạng của serpentinit
Jasperoid - hematit-silica biến chấn tiếp xúc, tương tự skarn
Kenyt - một biến thể của phonolit, được tìm thấy đầu tiên ở Mount Kenya
Vogesit - một biến thể của lamprophyr
Larvikit - một biến thể của monzonit với bộ ba fenspat microperthitic ở Larvik, Na Uy
Litchfieldit - nepheline syenit bị biến chất tiếp xúc phân bố gần Litchfield, Maine
Luxullianit - granit chứa tourmalin có kiến trúc khác thường, phân bố ở Luxulyan, Cornwall, England
Mangerit - monzonit chứa hypersthen
Minett - một biến thể của lamprophyr
Novaculit - thành hệ chert được tìm thấy ở Oklahoma, Arkansas và Texas
Pyrolit - thành phần hóa học về lý thuyết tương tự như phần trên của manti
Granit Rapakivi - loại granit thể hiện kiến trúc rapakivi khác thường
Rhomb porphyry - một loại latit có các ban tinh fenspat thoi tự hình
Shonkinit - từ cổ để chỉ các đá melitilic và kalsititic; ngày nay đôi khi được sử dụng
Taconit - thuật ngữ chỉ thành hệ sắt phân dải được sử dụng chủ yếu ở Hoa Kỳ
Teschenit - thực chất là silica chưa bão hòa, gabro chứa analcim
Theralit - thực chất là gabro nephelin
Variolit - thủy tinh đục